# قرية المذنب
قرية المذنب التراثية؛ هي قرية تراثية قديمة، يعود تاريخ إنشائها إلى 700 سنة، أعيد تأهيلها حديثاً وأصبحت إحدى المناطق السياحية، تقع القرية التراثية في محافظة المذنب وسط المملكة العربية السعودية.

## تاريخ
يعود تاريخ عمارة المذنب واستيطانها كما ورد في الكتب التاريخية على مراحل ممتدة في عمق الزمان فمن خلال المعطيات التاريخية في النقوش الصخرية والرسومات الحجرية فقد صنفت عصور ما قبل التاريخ والنقوش الأخرى نسبت للعصور الثمودية وفي أثار تاريخية في جال المذنب الغربي والمتشكل بمذيلات ودوائر حجرية وقبور وأبراج فهي منسوبة لعصور غابرة لم يعلم بدقة زمان وقوم تلك الحضارات وفي شمال المذنب موقع يسمى محيصه عثر به على أثار لأساسات منازل ومسجد واواني وعملة معدنية ومن خلال التنقيب والدراسة من مدير وكالة الأثار والتراث في المذنب الأستاذ عبدالله الفوزان حددت لزمن عصور الخلافة العباسية وهذه الأثار تفيد أن الاستيطان البشري لم ينفك عن مدينة المذنب في عصر من العصور ولم تخلوا من الاستقرار الحضري لمواردها الطبيعية المغذية بالمياه حيث أكبر الأودية وأكثر الشعاب في منطقة القصيم هي في المذنب ثم  تليها عمارة لحضارة حددت في  القرن العاشر الهجري عند تولي
 الأمير خريدل الناصري التميمي وبنيه من بعهده من الخريدلي الكرام وادمت إمارة   الخريدلي ثلاثة قرون ومقر الحكم في قصر المذنب المتربع وسط القرية التراثية تزال هنالك آثار قديمة تؤكد العمق التاريخي لهذه المدينة حيث يوجد على ضفاف الاودية القريبة من المذنب آثار حجارة صينية تعود إلى قرون ماضية 

## التسمية
المذنب بكسر الميم وسكون الذال وفتح النون على وزن (منير) ويذهب عدد من البحثين إلى تسمية (المذنب) بهذا الاسم تعود إلى كونها تقع عند نهاية مجموعة الأودية حيث تندفع مياها في رياض متتابعة من الجنوب إلى الشمال.
ويقول المؤرخ التراثي ياقوت الحموي في كتابة (معجم البلدان) فيها: (أما المذنب الروضة والواحد (مذنب) كهيئة الجدول يسيل على الروضة وماؤها إلى غيرها فيتفرق ماؤها فيها)

## الوصف
يعود تاريخ القرية التراثية التي كانت في الأصل مقراً لبلدة المذنب وسكناً لهم إلى أكثر من 700 عام مضت، وقد تم إعادة تشغيلها وتهيئتها من قبل الهيئة العامة للسياحة والتراث الوطني بالتعاون مع بلدية محافظة المذنب لتتحول إلى أحد المواقع السياحية في منطقة القصيم، حققت القرية جائزة الأمير سلطان بن سلمان للتراث العمراني كأول مدينة تراثية متكاملة تم تشغيلها دون تدخل أو إعادة بناء بالموارد الحديثة.
تتوسط القرية ساحة يحيط بها 33 معرضاً، كانت سوقاً لمدينة المذنب منذ ما يزيد عن 150 عاماً مضت، وحولتها بلدية محافظة المذنب إلى محلات يعرض فيها الهواة أكثر من خمسة آلاف قطعة أثرية، ويقع بالجهة الجنوبية منها مدرسة ابن دخيل التي تم بناؤها عام 1313 هـ وما زالت بنفس هيئتها، ويجاورها سجن المدينة الذي يعاقب به المخطئ من قبل قاضي المذنب خلال تلك الفترة أو من يحكم عليهم بحكم شرعي ينفذ فيه ذلك الحكم ويقع على مساحة لا تزيد عن 12 متر مربع، بالإضافة إلى بيت غيلان الذي بني عام 1227 هـ، وكان مقراً للقضاء طوال تلك الفترة، مقسماً ما بداخله إلى عدة أقسام لتنفيذ الحكم على المتخاصمين ليتحول بعد ذلك إلى قصر تاريخي يحيط به عدد من النزل الريفية، وتمتد الممرات المزينة بكل ما هو أثري على أكثر من 348 موقعاً للمنازل القديمة، تحتوي القرية على ساحة تحيط بها أبراج المراقبة الخاصة والمحيطة بالقرية التراثية من كافة الجهات الأربع، حيث يقع بجانبها بئر ماء يتم استخراج الماء منه عن طريق السواني. تضم البلدة عدة معالم ومواقع منها سوق المجلس الذي يقع شرق قصر باهلة ويعود إلى القرن العاشر هجري وقد ارتبط القصر بالمسجد وبينهما شارع عرضه 16 ذراعًا (8 أمتار) ويقع بابا القصر في مواجهة المسجد الجامع من الناحية الشمالية الغربية. 

## مدرسة ابن دخيل
تقع المدرسة في القرية التراثية و بني عام 1313 هـ وبني بمساعدة من أهالي محافظة المذنب و أميرها حيث أصبحت البلدة معقلًا من معاقل العلم في أنحاء السعودية حيث قدم إليها طلاب من الوشم وسدير وحائل وغرب السعودية للدراسة التمهيدية قبل الإنتقال إلى الجامع و التعلم على يد الشيخ عبدالله بن دخيل وقد تراوح أعداد الطلاب بالمدرسة ما بين 50 ~ 60 شخص.  استمرت المدرسة بعطائها حتى اغلاقها عام 1366 هـ .

## بيت غيلان
يقع بيت غيلان في القرية التراثية وقد بني عام 1227 هـ  وكان مقرًا للقضاء في ذلك الوقت , قام ببنائه غيلان العبدالله الغيلان التميمي والذي تلقى تعليمه على يد الشيخ سليمان آل بن حسن و أكمل تعليمه على يد الشيخ عبدالله بن دخيل وقد كان مؤذنًا في الجامع و مدرسًا و كاتبًا شرعيا تولى كتابة العقود والأنكحة والوصايا و أصبح لاحقًا إمام و خطيب الجامع و قاضيًا . قال عنه ابنه الشيخ عبدالله (قد كان منزل والدي غرب المجلس القديم وكان يفتح باب منزله ويجتمع من حوله الناس من بادية وحاضرة ، وكان يكتب لهم مايريدون منه كتابته دون مقابل، كما أنه يدرس الطلبة في الجامع بالمجان ، وكان يحب العلم ويسعى لنشره بين الناس عُرف بإصلاح ذات البين ،وكانت كلمته تنهي المنازعات بين المتخاصمين فيرضيهم رأيه ويقتنعون بمشورته) ويعتبر الشيخ غيلان العبد الله من أعيان المذنب ووجهائه فمكانته العلمية والاجتماعية على قدر كبير من العلو ، وهو من الرجال المقربين من الملك عبدالعزيز، ولقد كانت له رسائل متبادلة بينه وبين الملك عبدالعزيز وهي توضح مدى محبة الملك له وثقته به حيث أعتمد عليه بعد الله في متابعة القضايا الشرعية وإنهائها. يتكون البيت من مطبخ و مطبخ داخلي و جصة , غرفة عروس , مجلس , مجبب و غرفة ولادة.

## الجوائز
- 2008 م حصلت القرية التراثية في المذنب على جائزة الأمير سلطان بن سلمان للتراث العمراني كأول مدينة تراثية متكاملة تم تشغيلها دون تدخل أو إعادة بناء بالمواد الحديثة. [8]
- 2010 التميز السياحي لسوق المجلس في البلدة لأفضل مكان جذب سياحي على مستوى المملكة .[6]